# Aeroportul Internațional Marsa Alam
Aeroportul Internațional Marsa Alam (IATA: RMF, ICAO: HEMA) este un aeroport din Guvernoratul Al Bahr al Ahmar, Egipt ce deservește zona Marsa Alam. Aeroportul a fost tranzitat în decembrie 2022 de 96.157 de pasageri. A fost deschis în 1 noiembrie 2001 și numit după zona deservită.
Situat la o altitudine de 61 m, aeroportul dispune de 1 pistă. Este operat de Groupe ADP⁠(d).

## Infrastructură

### Piste
Aeroportul dispune de o singură pistă. Pista 15/33 are suprafața de asfalt și dimensiunile 3.000 m × 45 m. 